# 伊莎貝爾·裴隆
玛丽亚·埃斯特拉·马丁内斯·卡塔斯·德·庇隆（西班牙語：María Estela Martínez Cartas de Perón，西班牙語發音：[isaˈβel maɾˈtines ðe peˈɾon]；1931年2月4日—），又称伊萨贝尔·马丁内斯·德·庇隆（Isabel Martínez de Perón），前阿根廷總統。她原为芭蕾舞剧团演员，后来嫁給流亡的阿根廷前總統胡安·庇隆。胡安·裴隆第三次当选为阿根廷总统时，伊萨贝尔担任副总统。丈夫去世后她繼任總統，成为阿根廷歷史上第一位女性正副总统，以及世界上继图瓦人民共和国的柯特克·安吉玛-托卡、蒙古人民共和国的苏赫巴托尔·彦吉玛和中国的宋庆龄之后，世界上第四位女性国家元首，也是西半球以及非社会主义国家第一位女性国家元首（换而言之就是世界上第一位女总统），但在任不到兩年便被政變推翻。

## 早年经历
玛丽亚·庇隆出生于阿根廷拉里奥哈的一个中下层之家，五年级时她就不得不辍学。20世纪50年代她成为了夜总会的舞女，并且取了伊萨贝尔这个名字作为艺名。伊萨贝尔原为塞万提斯国家芭蕾舞剧团演员，1956年在巴拿马巡回演出时遇到头一年被政变推翻的前总统胡安·多明戈·裴隆将军，遂随其流亡，1961年11月15日他们在西班牙结了婚，伊萨贝尔成为胡安·裴隆的第三任妻子。由于庇隆在政变中被推翻，他被禁止返回阿根廷，于是他的妻子成为了他的代理人。1973年5月访华。1973年9月，庇隆夫妇作为正义党主席和第一副主席回国，搭档竞选获胜，庇隆再次成为总统，庇隆夫人成为第一位女副总统兼议长。 

## 伊萨贝尔总统
1974年6月28日，胡安·貝隆的心脏多次发病。正在欧洲的伊萨贝尔被召回阿根廷，并在第二天秘密宣誓成为代理总统。1974年7月1日，胡安因为支气管炎和流感逝世。之后时任副总统的她接任总统，就职时43岁，成为阿根廷也是世界历史上第一位女总统，同时也是拉丁美洲最年轻的国家元首，她同时也接任正义党主席。伊萨贝尔上任后开始寻求国民的支持，一开始，就连之前和胡安·贝隆不合的极端政治团体都公开表示支持。不过后来伊萨贝尔取消了和选民以及政治团体之间的会面，国民对她的丧夫之痛也渐渐消退。她的政府开始清除左翼势力，之后又发生了一系列政治谋杀，1974年9月开始人们组织了一连串的罢工活动。从此民众们重新认识了伊萨贝尔，对她的支持也开始跌落。
另外，伊萨贝尔政府中的社会福利部长洛佩斯‧雷加也是民众反对的对象。此人审查各种国内外政策，几乎成了实际上的总理。雷加还参与组建了阿根廷反共聯盟，这个准军事组织在1973年到1974年之间进行了大约300起谋杀活动。对象包括前总统阿图罗·弗隆迪西的兄弟西尔维奥·阿图罗·弗隆迪西（Silvio Frondizi）等人。面对财政赤字，财政部长决定使用激进的休克疗法。他将比索贬值一半，5月和8月间的消费品价格翻倍，由此引发的抗议活动席卷了整个阿根廷。
她选择向军方求助，任命魏地拉为军队领导并允许军方自由处置破坏分子。为了避免政变，伊萨贝尔在1975年末提前进行了选举。1976年3月23日，工作到很晚的伊萨贝尔跟工作人员一起为自己的行政主管庆祝生日。她得到军方正在进行可疑活动的警告，于是登上了总统专用的直升机。可是这架直升机没有把她带到总统住宅，反而去了空军基地。在那里，伊萨贝尔被解除职务并遭到逮捕。此后，亲贝隆的许多政府官员遭到逮捕，其中有些在随后的肮脏战争中消失。伊萨贝尔本人在拉安戈斯圖拉鎮等地被关押了5年，1981年她被流放至西班牙。1983年军人统治结束民主政府允许她回国，同年她返回阿根廷。1985年辞去正义党主席，退出政治。之後居住在西班牙。

## 阿根廷的国际通缉令
2007年1月11日，阿根廷门多萨省法官对她发布了一份国际通缉令，罪名是她在1974年至1976年当政期间与一位名为埃克托尔·阿尔多·法杰蒂·加列戈的学生失踪案件有牵连，当时的贝隆总统签署了三项法令，允许采取包括军事手段在内的行动打击反政府行为。2008年3月28日阿根廷的引渡要求最終被西班牙最高法院以证据不足为由拒絕。而伊莎貝爾·贝隆及其律师则认为当事人年纪太大不符合引渡条件。